# Microrégion de Ji-Paraná

Localisation de la microrégion de Ji-Paraná

La microrégion de Ji-Paraná est l'une des six microrégions qui subdivisent l'est de l'État du Rondônia au Brésil.
Elle comporte 10 municipalités qui regroupaient 326 630 habitants en 2006 pour une superficie totale de 25 090 km2.

## Municipalités[1]
- Governador Jorge Teixeira
- Jaru
- Ji-Paraná
- Mirante da Serra
- Nova União
- Ouro Preto do Oeste
- Presidente Médici
- Teixeirópolis
- Urupá
- Vale do Paraíso